# I Will Wait for You
«I Will Wait for You» — английская версия песни «Je ne pourrai jamais vivre sans toi» из французского музыкального фильма «Шербурские зонтики» (фр. Les Parapluies de Cherbourg, 1964). Музыка была написана Мишелем Леграном, а оригинальный текст — Жаком Деми. В фильме песню исполняет героиня Катрин Денёв (за которую пела Даниэль Ликари). Английский текст песни был написан Норманом Гимбелом. Эта версия была номинирована на премию «Оскар» как лучшая песню на 38-й церемонии вручения премии «Оскар», состоявшейся в 1966 году.
Английская версия была перепета многими вокалистами, в том числе Эдди Фишером, Фрэнком Синатрой, Аструд Жилберту, Виолеттой Виллас, Трини Лопесом, Бобби Дарином, Наной Мускури (она также исполняла версии на французском, немецком, испанском, итальянском и японском), Шер, Энди Уильямсом, Джейсоном Кушаком, Петулой Кларк, Тони Беннеттом, Викки Карр, Лайзой Миннелли, Конни Фрэнсис, Джилл Йонсон, Энгельбертом Хампердинком, Стивом Лоуренсом и многими другими.